# 蕭濟 (隋朝)
萧济（6世紀—?），字德成，出自兰陵萧氏，中国南北朝南梁宗室，梁武帝之弟安成王蕭秀之孙，萧撝之子。

## 生平
年少时为人仁厚，好作文章。萧纪承制，任用他为贞威将军、蜀郡太守、东中郎将。随萧纪东下，至巴东郡，听说西魏尉迟迥围成都，萧纪命萧济率所部回援成都。到达后，萧撝已降。于是从萧撝降西魏。北周建立，周孝闵帝即位，任命为中外府记室参军。后為蒲阳郡守，加车骑大将军、仪同三司。隋朝建立後，萧济官至鄆州刺史。

## 後代
- 子：蕭紹（560年－597年），字敬绪，歷任北周主玺下士、隋朝东宮内率府司仓参军、汉王司法参军。
  - 孫：蕭思善（595年－？）[1]